# رابطة الأدب الإسلامي العالمية
رابطة الأدب الإسلامي العالمية منظمة أدبية إسلامية عالمية، أُسِّسَت عام 1405هـ/ 1984م، تجمع أدباء الإسلام من مشارق الأرض ومغاربها، وتُسهم في نشر دواوينهم ورواياتهم وأعمالهم الأدبية والفكرية، وكتاباتهم ومقالاتهم ودراساتهم الأدبية والنقدية وَفقَ المنهج الإسلامي الأصيل.

## تعريف الأدب الإسلامي
عرَّفت الرابطةُ الأدبَ الإسلامي بهذا التعريف:
"الأدب الإسلاميُّ هو التعبير الفني الهادف عن الإنسان والحياة والكون وَفقَ التصوُّر الإسلامي".

## مبادئ الرابطة
تنطلق رابطة الأدب الإسلامي العالمية في تحقيق أهدافها وأعمالها واختيار أعضائها من الالتزام بالمبادئ الآتية:
1. الأدب الإسلامي ريادة للأمَّة، ومسؤولية أمام الله عز وجل.
2. الأدب الإسلامي أدب ملتزم، والتزامُ الأديب فيه التزام عفوي نابع مـن التزامه بالإسلام، ورسالته جزء من رسالة الإسلام العظيم.
3. الأدب طـريق مهـم من طـرق بنـاء الإنسان الصالح والمجتمع الصــالح، وأداة من أدوات الدعوة إلى الله عـز وجـل وتعزيز الشخصية الإسلامية.
4. الأدب الإسـلامي مســؤول عن الإسهـام في إنقاذ الأمة الإسلامية من محنتها المعاصرة، والأدباء الإسلاميون أصحابُ ريادة في ذلك.
5. الأدب الإسلامي حقيقة منذ انبلج فجر الإسلام، وهـو يستمـدُّ عطاءه من مِشكاة الوحي وهَدْي النبوة، ويمتدُّ عبر العصـور إلى عصرنا الحاضر ليُسهمَ في الدعوة إلى الله عز وجل.
6. خصائص الأدب الإسـلامي هي الخصائص الفنية المشتركة لدى آداب الشعوب الإسلامية كلِّها.
7. يقـدِّم التصـوُّر الإسلامي للإنسان والحياة والكون -كما نجدُه في الأدب الإسلامي- أصولًا لنظرية متكاملة في الأدب والنقـد، وملامحُ هذه النظرية موجودة في النتاج الأدبي الإسلامي الممتدِّ عبر القرون المتوالية.
8. يـرفض الأدبُ الإسلامي أيَّ محاولة لقطع الصلة بين الأدب القديم والأدب الحديث بدعوى التطوُّر أو الحداثة أو المعاصَرة، ويرى أن الحديث مرتبط بجذوره القديمة.
9. يرفـض الأدبُ الإسـلامي النقـدَ الأدبي المبنيَّ على المجاملة المشبوهـة، أو الحقد الشخصي، ويرفض لغةَ النقد التي يشــوِّهها الغموض، وتفشو فيها المصطلحاتُ الدخيلة والرموز المشبـوهة، ويدعو إلى نقد واضح بنَّاء، يعمل على ترشيد مسيرة الأدب، وترسيخ أصوله.
10. الأدب الإسـلامي أدب متكامل، ولا يتحقَّـق تكامله إلا بتآزر المضمون مع الشكل.
11. الأدب الإسلامي يفتح صدرَه للفنون الأدبية الحديثة، ويحرِصُ على أن يقدِّمها للناس وقد برِئَت مـن كل ما يخالف دين الله عز وجل، وغَنِيَتْ بما في الإسلام من قيم سامية وتوجيهات سديدة.
12. اللغة العربية الفصحى هي اللغة الأولى للأدب الإسلامي الذي يحارب الدعوةَ إلى العامِّية، ويرفض الأدب المكتوب بها.
13. الأديبُ الإسلامي مؤتمَن على فكر الأمَّة ومشاعرها، ولا يستطيع أن ينهضَ بهذه الأمانة إلا إذا كان تصوُّره العقدي صحيحًا، ومعارفه الإسلامية كافية.
14. الأدباء الإسلاميون متقيِّدون بالإسلام وقيمه، وملتزمون في أدبهم بمبادئه ومُثُله.
15. إن رابطة العقيدة هي الرابطة الأصيلة بين أعضاء رابطة الأدب الإسلامي العالمية جميعًا، ويُضاف إليها آصِرةُ الزَّمالة الأدبية التي تُعَدُّ رابطـةً خاصَّة، تشدُّ الأدباءَ الإسلاميين بعضَهم إلى بعض، مع  وحدة المبادئ والأهداف التي يلتزمون بها.

## رؤساء الرابطة
1. أبو الحسن النَّدْوي، دعت الهيئةُ التأسيسية للرابطة إلى مؤتمر الهيئة العامَّة الأول، بعد انتساب عدد كبير من الأدباء إليها من مختلِف أنحاء العالم الإسلامي، وعُقد المؤتمر في رحاب جامعة ندوة العلماء بلكنو في الهند، في شهر ربيع الآخر 1406هـ الموافق شهر يناير (كانون الثاني) 1986م، وقد وُضع فيه النظام الأساسي للرابطة، وانتُخب مجلسُ الأمناء، وانتُخِبَ الشيخ أبو الحسن رئيسًا للرابطة مدى الحياة.
2. عبد القدُّوس أبو صالح، انتُخب رئيسًا للرابطة في دورة مجلس الأمناء الحادية عشرة، في المدينة المنوَّرة، بتاريخ 22 من جُمادى الأولى 1421هـ الموافق 22 من أغسطس (آب) 2000م.
3. محمد الرابع النَّدْوي، اختاره مجلسُ أمناء رابطة الأدب الإسلامي العالمية رئيسًا للرابطة مدَّة ست سنوات، بدءًا بيوم الثلاثاء 29 من ذي القَعْدة 1443هـ الموافق 28 يوليو (حَزِيران) 2022م.
4. حسن الأمراني (الرئيس الحالي)، اختاره مجلسُ أمناء رابطة الأدب الإسلامي العالمية رئيسًا للرابطة مدَّة ست سنوات، بدءًا بيوم الأربعاء 20 شوال 1444هـ الموافق 10 مايو (أيَّار) 2023م.

## من أعضائها
(مرتبين على حروف الهجاء)
- إبراهيم الشمسان (سعودي)
- إبراهيم الكوفحي (أردني)
- أبو الحسن الندوي (أول رئيس للرابطة) (هندي)
- أحمد البراء الأميري (سوري)
- أحمد الجدع (أردني)
- أحمد حسن القضاة (أردني)
- أحمد فضل شبلول (مصري)
- أحمد محمد الصديق  (فلسطيني)
- أنس الدغيم (سوري)
- أنور الجندي (مصري)
- أيمن أحمد ذو الغنى (سوري)
- جابر قميحة (مصري)
- حسن الأمراني (رابع رئيس للرابطة) (مغربي)
- حسن حجاب الحازمي (سعودي)
- حسن فهد الهويمل (سعودي)
- حلمي محمد القاعود (مصري)
- حيدر الغدير (سوري)
- خالد بن سعود الحليبي (سعودي)
- خليل محمود الصمادي (فلسطيني)
- راضي صدُّوق (فلسطيني)
- السعيد السيد عبادة (مصري)
- سليم عبد القادر زنجير (سوري)
- الشاهد البوشيخي (مغربي)
- شمس الدين درمش (سوري)
- صابر عبد الدايم (مصري)
- صالح آدم بيلو
- عبد الباسط بدر (سوري)
- عبد التواب يوسف (مصري)
- عبد الرحمن بارود (فلسطيني)
- عبد الرحمن طيب بعكر (يمني)
- عبد الرحمن بن عبد الكريم العبيد (سعودي)
- عبد الرحمن العشماوي (سعودي)
- عبد العزيز الرفاعي (سعودي)
- عبد القادر أحمد الحداد (سوري)
- عبد القدوس أبو صالح (ثاني رئيس للرابطة) (سوري)
- عبد الله الحيدري (سعودي)
- عبد الله الطنطاوي (سوري)
- عبد الله بن صالح العريني (سعودي)
- عبد الله عيسى السلامة (سوري)
- عبد المقصود خوجه (سعودي)
- عبد المنعم يونس (مصري)
- عدنان علي رضا النحوي (فلسطيني)
- عز الدين عمر موسى (سوداني)
- عصام الغزالي (مصري)
- عماد الدين خليل  (عراقي)
- عماد علي قطري (مصري)
- عمر بهاء الدين الأميري (سوري)
- عيسى جرابا (سعودي)
- غازي الجمل (فلسطيني)
- كمال عبد الرحيم رشيد (فلسطيني)
- مأمون فريز جرار (فلسطيني)
- محمد بنعمارة (مغربي)
- محمد التهامي (مصري)
- محمد حسام الدين الخطيب (سوري)
- محمد حسان الطيان (سوري)
- محمد الحسناوي (سوري)
- محمد حكمت وليد (سوري)
- محمد الرابع الندوي (ثالث رئيس للرابطة) (هندي)
- محمد ضياء الدين الصابوني (سوري)
- محمد عبد الباري (سوداني)
- محمد علي حمد الله (سوري)
- محمد علي الرباوي (مغربي)
- محمد كامل الآني (إثيوبي)
- محمد المنتصر الريسوني (مغربي)
- محمود حسن زيني (سعودي)
- محمود مفلح (فلسطيني)
- محيي الدين عطية محمد (مصري)
- نجيب الكيلاني (مصري)
- وليد قصاب (سوري)
- يحيى بشير حاج يحيى (سوري)
- يحيى بن عبد الله المعلِّمي (سعودي)

## روابط خارجية
- موقع رابطة الأدب الإسلامي العالمية الرسمي.